# 福島県民主医療機関連合会
福島県民主医療機関連合会（ふくしまけんみんしゅいりょうきかんれんごうかい）は、福島県における全日本民主医療機関連合会(民医連)の地方組織。略称は、福島民医連。
事務局は、福島市渡利字番匠町15-2に置く。

## 加盟法人
(この節の出典)
- 福島医療生活協同組合 - 福島市渡利字中江町66
  - 医療生協わたり病院 - 福島市渡利字中江町34
- 浜通り医療生活協同組合 - いわき市小名浜岡小名字山ノ神40
  - 小名浜生協病院 - いわき市小名浜岡小名字山ノ神32
- 郡山医療生活協同組合 - 郡山市島2-9-18
  - 桑野協立病院 - 郡山市島2-9-18
- 会津医療生活協同組合 - 会津若松市東千石1-2-13
- 社会福祉法人　わたり福祉会 - 福島市飯坂町平野字小深田1-5
- 社会福祉法人 くわの福祉会 - 郡山市大槻町字西勝ノ木5-1
- 一般社団法人　福島ファルマプラン(薬局法人) - 福島市渡利字沼の町45